# 悪魔の毒々モンスター 東京へ行く
『悪魔の毒々モンスター 東京へ行く』（原題：The Toxic Avenger Part II）は、1989年に公開されたアメリカ映画。『悪魔の毒々モンスター』シリーズ第2作。
その名の通り毒々モンスターが東京へ行く話であり、実際に都内でロケが行われた。

## あらすじ
平和なトロマヴィルを核廃棄物貯蔵地にしようと企むアポカリプス社が計画の邪魔になる毒々モンスターを殺そうとするが失敗する。そこで日本支社が開発したアンチトロマトンで毒々モンスターを倒すため、彼の父親が東京にいるという情報を流し毒々モンスターを日本へ向かわす。

## キャスト
- 毒々モンスター (トキシー)：ロナルド・ファジオ
- マサミ：桂木麻也子
- ビック・マック・ブンコ：安岡力也
- アポカリプス社員：マイケル・ジェイ・ホワイト
- アナウンサー 伊集院勤：関根勤
- 横綱松竹山：忍竜
- 力士：大富士
- 佃煮評論家 永井豪：永井豪
- 鯛焼き鼻の男：奈良健志
- 鎖鎌女：白木麻也
- ボンデージの女：大島蓉子
- 湯浴み女：俵ひとみ
- 湯浴み女：叶恵子

## 制作
1988年6月、新宿の銭湯「世界湯」で製作記者会見が行われた。赤いフンドシ姿で現れたカウフマンに記者は唖然とした。なお同日同時間帯には帝国ホテルでジョージ・ルーカス原案の『ウィロー』の製作記者会見が行われおり、カウフマンは会見の中でこのことに触れていた。

### キャスティング
アナウンサー役として出演した関根勤は前作のファンであり、それを知ったカウフマンがオファーした。
日本のキャストが英語を話すシーンがあるが、映画本編では別人によって吹き替えられている。

### 撮影
ラジオ局ブースシーンは、関根の厚意やファンタスティク映画祭を開催していた繋がりでニッポン放送での撮影が実現した。
歌舞伎座前での撮影は、日本国内でシリーズの配給権を持っていたのが歌舞伎座の経営権を握っていた松竹だったことで実現した。この出来事が『カブキマン』（1991年）に繋がる。
劇中の銭湯シーンでは公開時にボカシを入れるよう日本側が指示説明し、全裸女性に前バリを装着して撮影されたものの、そのまま公開された。
低予算映画の王道として片押し撮影（会話であっても一方の演技だけをまとめて撮る）を随所に起用したが、佃島でのツインブラザースのシーンでは、撮影日が二日間にまたがったため晴れと雨がカットが切り替わる毎に変わる。日本側スタッフがこの不自然なカットに意見をしたものの、カウフマンは「この映画はこれで良いのだ！」と一蹴した。